# Surrender to Me
«Surrender to Me» —es castellano: «Entrégate a mí»— es una canción interpretada por la banda estadounidense de rock Boston.  Fue escrita por Tom Scholz, David Sikes y Bobby Laquidara. Se publicó originalmente en el álbum de estudio Walk On en 1994 por MCA Records.

## Publicación como sencillo
Este tema fue lanzado en formato de disco compacto para promocionar el álbum Walk On, esto en 1994.  Al ser un sencillo promocional, contiene tres veces la misma melodía, aunque las tres no tienen el mismo tiempo de duración.
Esta canción no consiguió entrar en los listados del Billboard estadounidense.

## Lista de canciones
| N.º   | Título                              | Escritor(es)                               | Duración |  |
| 1.    | «Surrender to Me» (versión corta)   | Tom Scholz / David Sikes / Bobby Laquidara | 3:43     |  |
| 2.    | «Surrender to Me» (versión mediana) | Scholz / Sikes / Laquidara                 | 4:18     |  |
| 3.    | «Surrender to Me» (versión larga)   | Scholz / Sikes / Laquidara                 | 5:34     |  |
| 13:35 |                                     |                                            |          |  |

## Créditos
- Fran Cosmo — voz principal
- Tom Scholz — guitarra, bajo, batería, órgano y teclados
- Gary Pihl — guitarra
- Bob Cedro — guitarra
- David Sikes — bajo
- Doug Huffman — batería
- Tommy Funderburk — coros